# Fariba Adelkhah
Fariba Adelkhah (Teerã, 25 de abril de 1959) é uma antropóloga e acadêmica franco-iraniana da Sciences Po, atualmente detida no Irã.

## Início de vida e carreira
Nascida em Teerã, Adelkhah estudou na França, primeiro na Université Strasbourg II e depois na Escola de Estudos Avançados em Ciências Sociais. Em 1990, ela obteve uma menção "muito honrosa" por sua tese de doutorado sobre as mulheres no Irã, "uma abordagem antropológica do Irã pós-revolucionário: o caso das mulheres islâmicas" ( Une approche anthropologique de l'Iran post-revolutionnaire. Le cas des femmes islamiques ), com Jean-Pierre Digard como seu orientador. Desde 2004, é Diretora de Pesquisa da Fondation nationale des sciences politiques. Como pesquisadora do Centro de Pesquisa Internacional do Instituto de Estudos Políticos de Paris (Sciences Po), é autora de várias publicações sobre o Irã e o Afeganistão. É membro do conselho científico do periódico Iranian Studies e da Revue des mondes musulmans et de la Méditerranée.

## Prisão no Irã
Em 14 de julho de 2019, a mídia em língua persa de fora do Irã informou que ela havia sido presa no Irã. Sua prisão dataria de 7 de junho, quando ela se conectou pela última vez à sua conta do WhatsApp. O site iraniano de Direitos Humanos Gozaar afirmou que ela havia sido presa pela Guarda Revolucionária Islâmica e estava detida na prisão de Evin. As autoridades francesas afirmaram que Adelkhah estava sendo negado o acesso à assistência consular, e estão exigindo acesso ao seu cidadão.
Em junho de 2019, o colega de Sciences Po de Adelkhah, Roland Marchal, também foi preso no Irã quando veio visitá-la. Em 7 de fevereiro de 2020, seu advogado disse que os dois pediram às autoridades prisionais para permitir que eles se casassem. Marchal e Adelkhah deveriam ir a julgamento em 3 de março de 2020, mas foi adiado devido à pandemia de COVID-19 no Irã. Marchal foi libertado em 20 de março de 2020 como parte de uma troca de prisioneiros, mas nenhum veredicto foi alcançado no caso de Adelkhah.
Em 16 de maio de 2020, a 15ª Câmara do Tribunal de Teerã condenou Adelkhah a cinco anos de prisão por conspiração contra a segurança nacional e um ano por propaganda contra o Estado. Durante o julgamento, ela foi representada pelo advogado iraniano Saeid Dehghan. Embora Adelkhah seja franco-iraniana, o Irã não reconhece essa dupla cidadania e, portanto, continua negando seu acesso aos serviços consulares franceses.
A Sciences Po está em contato com o Ministério da Europa e Relações Exteriores da França para fazer campanha e aumentar a conscientização sobre a libertação de Adelkhah.
Em 12 de janeiro de 2022, o grupo de apoio de Adelkhah com sede em Paris anunciou que sua prisão domiciliar havia terminado e ela havia sido presa novamente em Evin.

## Trabalhos em francês
- Ramadan et Politique Paris: Edições CNRS, 2000.ISBN 9782271058157, OCLC 45647393[16]
- Guerre et terre en Afeganistão Aix-en-Provence PUP, Presses Univ. de Provença 2013.ISBN 9782853998840 ISBN 9782853998840, OCLC 935073879
- Dubai, cidade global Paris: CNRS, 2001.ISBN 9782271059451 ISBN 9782271059451, OCLC 758161444[17]
- Les mille et une frontières de l'Iran: Quand les voyages forment la nation[18]
- O estado do mundo[19][20]
- Um perig (Intervenções) (Edição Francesa)[21]
- A Economia Moral da Madrasa: Islam e Educação Hoje (Novos Horizontes em Estudos Islâmicos)[22]
- Thermidor en Iran (Espace international) (Edição Francesa) Bruxelles: Complexe, 1993.ISBN 9782870275023 ISBN 9782870275023, OCLC 876017490[23][24]
- Etre moderne en Iran (Recherches internationales) (Edição Francesa) Paris: Karthala, 1998.ISBN 9782865378333 ISBN 9782865378333, OCLC 39519216[25]
- La révolution sous le voile: Femmes islamiques d'Iran[26][27]
- Voyages du développement: emigração, comércio, exílio, Paris: Éd. Karthala, 2007.ISBN 9782845869400ISBN 9782845869400, OCLC 239245994
- Les mosquées: espaços, instituições e práticas, Aix-en-Provence: Presses Universitaires de Provence, 2009.ISBN 9782853997379 ISBN 9782853997379, OCLC 879231733

## Trabalhos em inglês
- Ser Moderno no Irã (The CERI Series in Comparative Politics and International Studies) Londres: Hurst & Company, 2000.ISBN 9781850655183 ISBN 9781850655183, OCLC 861052859[28][29]
- As Mil e Uma Fronteiras do Irã: Viagem e Identidade (Estudos Iranianos) Londres: Routledge, 2015.ISBN 9781138919716 ISBN 9781138919716, OCLC 949206351[30]
- The Moral Economy of the Madrasa (New Horizons in Islamic Studies: Second Series) Londres; Nova Iorque: Routledge, 2011.ISBN 9780415589888 ISBN 9780415589888, OCLC 912636984[22]